# Yahya ibn Sarafyun

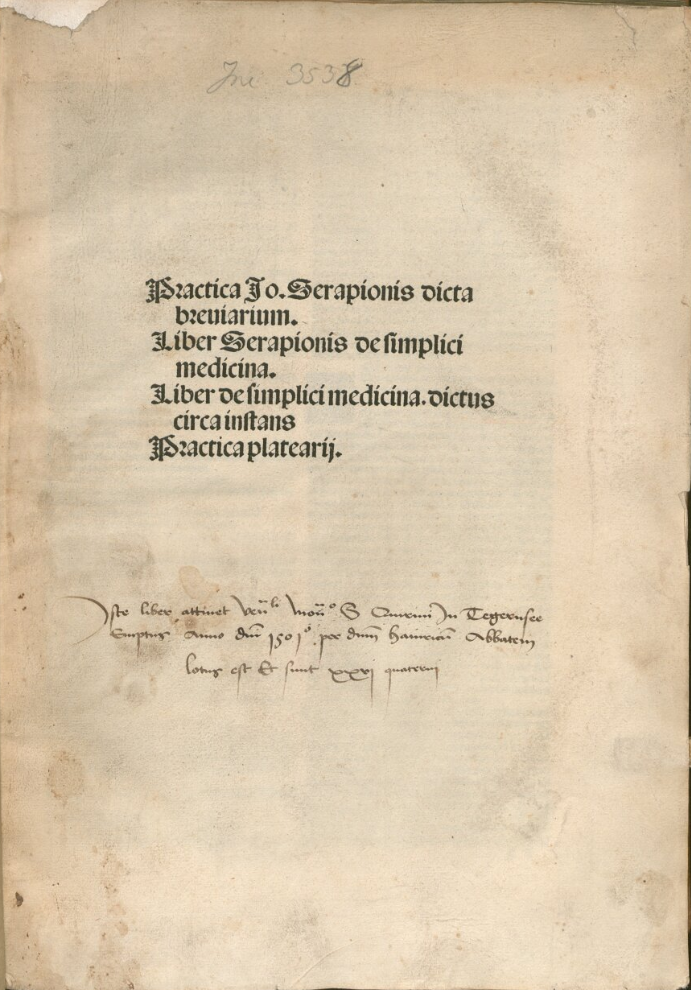
Página de título de "Practica Jo. Serapionis [etc.]" 1497

Yahya ibn Sarafyun (siglo IX) fue un médico sirio, conocido en Europa como Johannes Serapión, y comúnmente llamado Serapión el Viejo para distinguirlo de Serapión el Joven, con el que a menudo se confunde.

## Biografía
Nada se sabe de los acontecimientos de su vida, excepto que era un médico cristiano, y vivió en la segunda mitad del siglo noveno.
Dos obras existentes son conocidas y llevan su nombre; una llamada Aphorismi Magni Momenti Practica de Medicina; la otra, titulada al-Kunnash, que ha sido publicada con los diversos nombres de, Pandectae, Aggregator, Breviarium, Practica, y Therapeutica Methodus. El objeto del trabajo era recoger y reunir en forma abreviada las opiniones de los médicos griegos y árabes sobre las enfermedades y sus tratamientos. También traduce de Alejandro de Tralles, un autor con el que algunos de los otros escritores árabes parecen haber estado mucho más familiarizado. 